# Канути (национальный резерват дикой природы)
Канути (англ. Kanuti National Wildlife Refuge) — резерват дикой природы США на территории зоны переписи населения Юкон-Коюкук (Аляска).
Создан 2 декабря 1980 года. Площадь — 6 600 км².

## История
Национальный резерват дикой природы Канути был создан 2 декабря 1980 года природоохранным законом Alaska National Interest Lands Conservation Act.

## Описание
Резерват частично включает бассейн реки Коюкук и её притока, реки Канути.
На территории резервата разрешена охота и рыбалка.
Наиболее удобный способ добраться — авиационный через гражданский аэропорт Беттлс, имеющий сообщение с Фэрбанксом и близлежащими аэропортами (Аллакакет, Ануктувут-Пасс), также выполняет рейсы для авиатакси. С Беттлс до резервата можно добраться пешком или на лодке; территория резервата труднопроходимаяː не имеет троп. Зимой возможно добраться от магистрали Дальтон на лыжах или собачьих упряжках.

## Природа
Природа резервата является примером бореальной экосистемы (тайга — субарктические хвойные леса) Аляски, где доминируют елевые леса, а также присутствуют такие породы берёза и тополь.
Из-за заболоченной местности резервата он является местом гнездования и миграции тысяч птиц. Река Канути является местом миграции рыб семейства лососевые (чавыча, кета, кижуч, нельма). Нельма проделывает огромный нерестовый путь (свыше 1600 км). Леса резервата Канути — место обитания для 37 видов млекопитающих, в том числе барибала, лося, волка, бобра, ондатры, куницы, норки. Карибу с западной Арктики в зимний период находят пристанище в резервате.